# Sint-Franciscuskerk (Elsum)

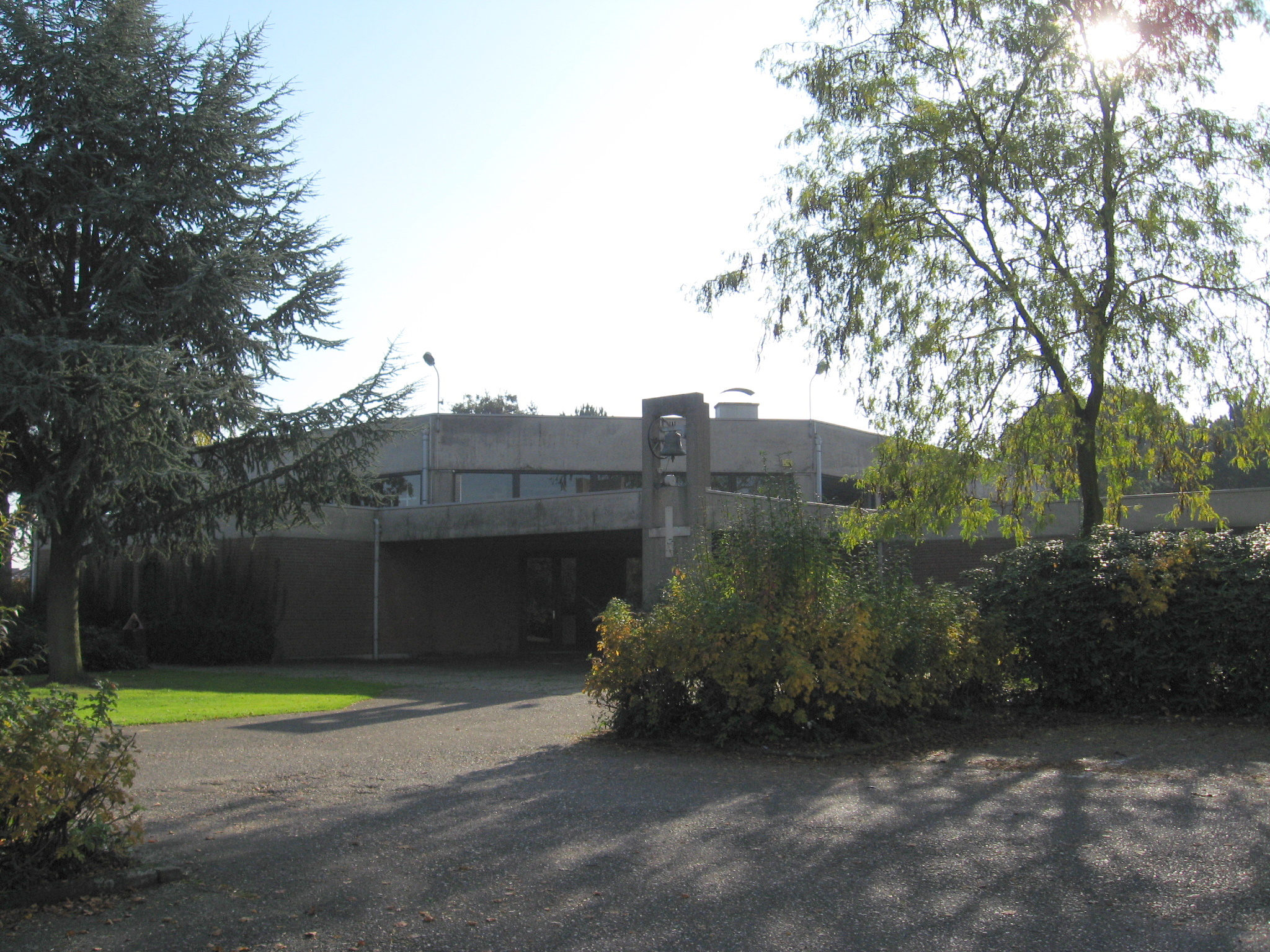
Sint-Franciscuskerk

De Sint-Franciscuskerk is de parochiekerk van de tot de Antwerpse gemeente Geel behorende plaats Elsum, gelegen aan de Dr.-Peetersstraat 88.

## Geschiedenis
Elsum behoorde aanvankelijk tot de Sint-Amandusparochie te Geel. In 1969 werd Elsum een zelfstandige parochie die in 1974 officieel werd erkend.
In 1971-1972 werd een kerk gebouwd naar ontwerp van Eugeen Spiessens.

## Gebouw
De zaalkerk, in de stijl van het naoorlogs modernisme, is gebouwd in beton met enkele bakstenen en glazen wanden. De kerk heeft een plat dak en voor de kerk bevindt zich een betonnen zuil met een kruis, waarin een klokje hangt.